# Waldo Frank
Waldo David Frank (Long Branch, Nueva Jersey, 25 de agosto de 1889 - 9 de enero de 1967), novelista, hispanista e hispanoamericanista estadounidense. Un político radical durante los años de la Gran Depresión, Frank pronunció un discurso de apertura en el primer congreso de la Liga de Escritores estadounidenses y fue el primer director de esta organización. Frank rompió con el Partido Comunista de los Estados Unidos en 1937 por el trato que se le dio al exiliado líder soviético León Trotsky, el cual Frank conocería en la Ciudad de México en enero de aquel año.

## Biografía

Waldo Frank durante una de sus dos conferencias privadas en LR3 Radio Belgrano, Buenos Aires, Argentina, probablemente en 1942. Estas conferencias fueron financiadas por David Braudo, en el contexto de la visita del escritor estadounidense a América del Sur como parte de una misión cultural no oficial.

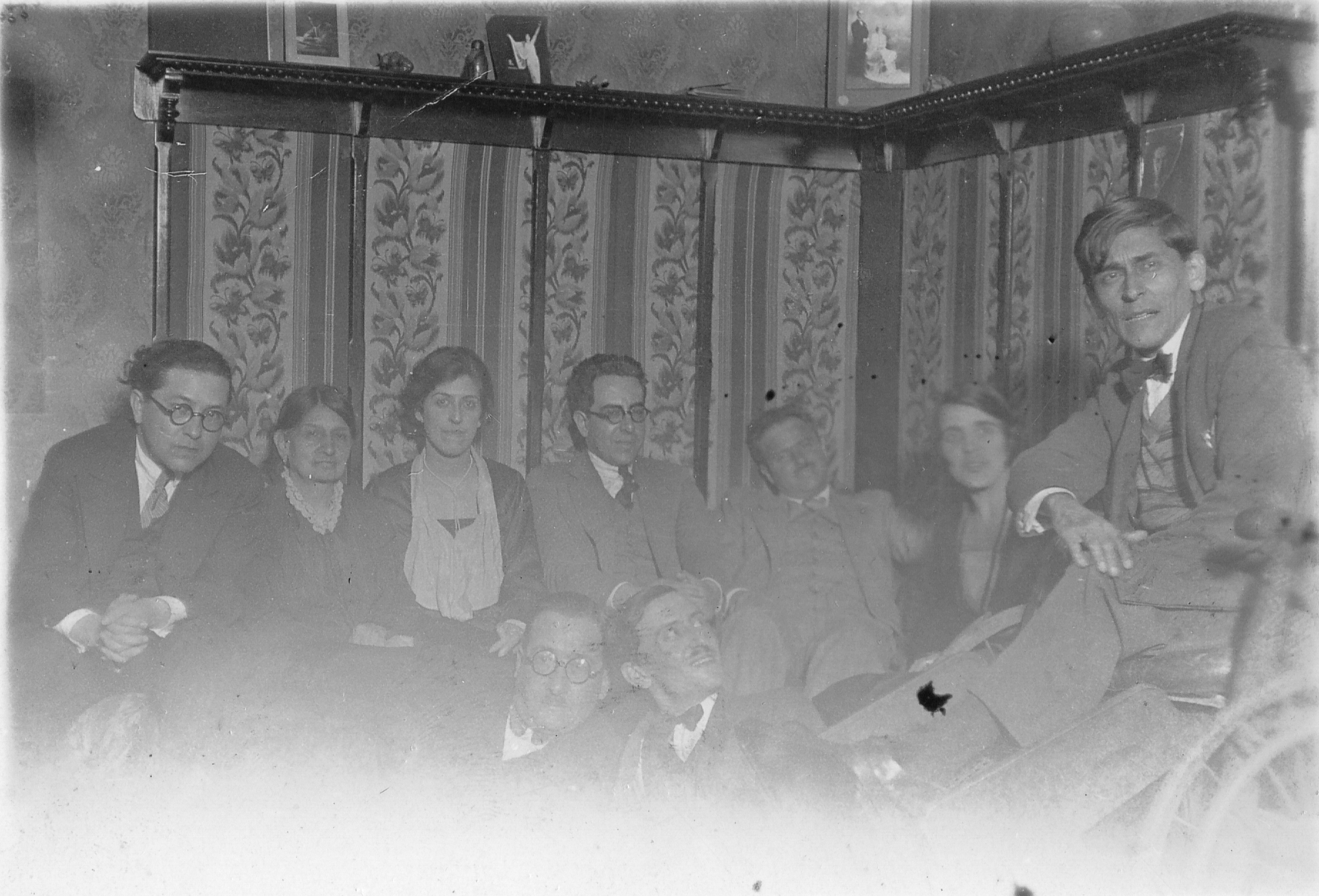
Fiesta en honor a Waldo Frank ofrecida por José Carlos Mariátegui (1929).

De una próspera familia judía, fue un niño inteligente y muy precoz. Completó estudios en Lausana (Suiza) y se licenció en la Universidad de Yale en 1911. Su primera novela, The Unwelcome Man (1917), fue influida por el psicoanálisis y el Trascendentalismo norteamericano de Emerson y Walt Whitman. En 1914 fue editor asociado de la importante revista The Seven Arts y a partir de 1925 contribuyó regularmente al New Yorker bajo el pseudónimo "Search-light". Ese mismo año fue nombrado editor de The New Republic. Durante los años veinte estudió el misticismo y las religiones orientales y junto con sus amigos G. I. Gurdjieff, Hart Crane y Gorham Munson leyeron a P. D. Ouspensky; después se interesó por la política e Hispanoamérica, hacia donde se desplazó a dar conferencias, y entre nosotros es conocido sobre todo por sus trabajos sobre la realidad cultural y social de España (Virgin Spain, 1926) e Hispanoamérica (América Hispana). Presidió el Primer Congreso de Escritores Americanos el 26 de abril y 27 de abril de 1935 y fue designado primer presidente de la Liga de Escritores Americanos.
Chaplin menciona a Waldo Frank en la Historia de mi vida, dice:  “Llegué a conocer a Waldo Frank gracias a su libro de ensayos Nuestra América, publicada en 1919. Uno de sus ensayos sobre Mark Twain es un análisis profundo y penetrante del hombre; de paso diré que Waldo fue la primera persona que ha escrito sobre mí en serio. Así es que, naturalmente, nos hicimos muy buenos amigos. Waldo es una mezcla de historiador y místico y su perspicacia ha penetrado profundamente en el alma de las Américas: la del Norte y la del Sur.”

## Muerte
Waldo Frank falleció el 9 de enero de 1967 en White Plains, Nueva York.

## Obra
- The Unwelcome Man (1917)
- Our America (1919)
- The Dark Mother (1920)
- City Block (1922)
- Rehab (1922)
- Holiday (1923)
- Chalk Face (1924)
- Virgin Spain (1926)
- The Rediscovery of America (1929)
- South of Us (publicada en castellano como América Hispana) (1931)
- Dawn in Russia. The record of a journey (1932) (publicado en castellano como Aurora rusa)
- The Death and Birth of David Markand (1934)
- The jew in our time (1944) trad. al español como El judío en nuestro tiempo[1]
- Birth of a World: Bolivar in Terms of his Peoples (1951)
- Bridgehead: The Drama of Israel (1957)
- Rediscovery of Man (1958)
- The Prophetic Island: A Portrait of Cuba (1961)
- Memoirs (póstuma, 1973)

## Fuente
- Blake, Casey. "Waldo Frank." Dictionary of Literary Biography: Modern American Critics, 1920-1955. Gregory S. Jay, Ed. Detroit: Gale Research Co., 1988.
- Eckley, Wilton. "Waldo Frank." Dictionary of Literary Biography: American Novelists, 1910-1945. James J. Martine, ed. Detroit: Gale Research Co., 1981.